# Macedoniërs (Slaven)
Macedoniërs (Macedonisch: Македонци, Makedonci), ook wel Macedonische Slaven genoemd, zijn een Zuid-Slavische etnische groep die voornamelijk geassocieerd worden met de republiek Noord-Macedonië. Ze spreken Macedonisch, een Zuid-Slavische taal. Zo'n driekwart van alle etnische Slavische Macedoniërs woont in Noord-Macedonië, maar er zijn ook gemeenschappen in andere landen.

## Verspreiding

### Macedoniërs in Noord-Macedonië
Volgens de volkstelling uit 2002 telde Noord-Macedonië zo'n 1.297.981 etnische Macedoniërs, hetgeen 64% van de bevolking is. Het absolute aantal Macedoniërs is de afgelopen decennia vrij stabiel gebleven, aangezien er in 1994 zo'n 1.295.964 Macedoniërs werden geteld, terwijl dit er in 1981 zo'n 1.281.195 personen waren. In de periode 1961-2002 is het aandeel Macedoniërs in de landelijke bevolking met 7 procentpunten gedaald, terwijl het aantal Macedoniërs met bijna 300.000 personen toenam.
| Jaar | Macedoniërs | Macedoniërs | Macedoniërs | Macedoniërs | Macedoniërs                     | Macedoniërs |
| Jaar | Aantal      | %           | Ingezetenen | %           | Staatsburgers in het buitenland | %           |
| ---- | ----------- | ----------- | ----------- | ----------- | ------------------------------- | ----------- |
| 1948 | 789.648     | 68,5        |             |             |                                 |             |
| 1953 | 860.699     | 66,0        |             |             |                                 |             |
| 1961 | 1.000.854   | 71,2        |             |             |                                 |             |
| 1971 | 1.142.375   | 69,3        |             |             |                                 |             |
| 1981 | 1.281.195   | 67,0        |             |             |                                 |             |
| 1994 | 1.295.964   | 66,6        |             |             |                                 |             |
| 2002 | 1.297.981   | 64,2        |             |             |                                 |             |
| 2021 | 1.137.030   | 54,21       | 1.073.299   | 58,44       | 63.731                          | 24,45       |

In de volkstelling van 2021 werden 1.137.030 etnische Macedoniërs geregistreerd (en 445 Macedonische moslims), hetgeen 54,21% van de Macedonische bevolking is. Hiervan woonden er 1.073.299 in Noord-Macedonië zelf (58,44% van alle ingezetenen van het land), terwijl er 63.731 Macedonische staatsburgers in het buitenland werden geteld (24,45% van alle Macedonische staatsburgers in het buitenland). De volkstelling van 2021 wordt door sommige groepen echter als onbetrouwbaar aangemerkt, omdat er bij de registraties veel technische problemen ontstonden en de oppositiepartijen etnische Macedoniërs opriepen om de volkstelling te boycotten. Ongeveer 132.000 personen hebben niet gereageerd op de volkstelling, voornamelijk etnische Macedoniërs.

### Albanië
In de volkstelling van 2011 werden 5.512 Macedoniërs in Albanië geteld, een lichte stijging ten opzichte van 4.697 Macedoniërs in 1989. Macedoniërs vormen hiermee slechts 0,2% van de bevolking van Albanië. Ze vormen echter een overgrote meerderheid in de stad Pustec (c. 97%), niet ver van de Macedonische grens.

## Afbeeldingen

Verspreiding van Macedoniërs in Noord-Macedonië op regionaal niveau (2002)
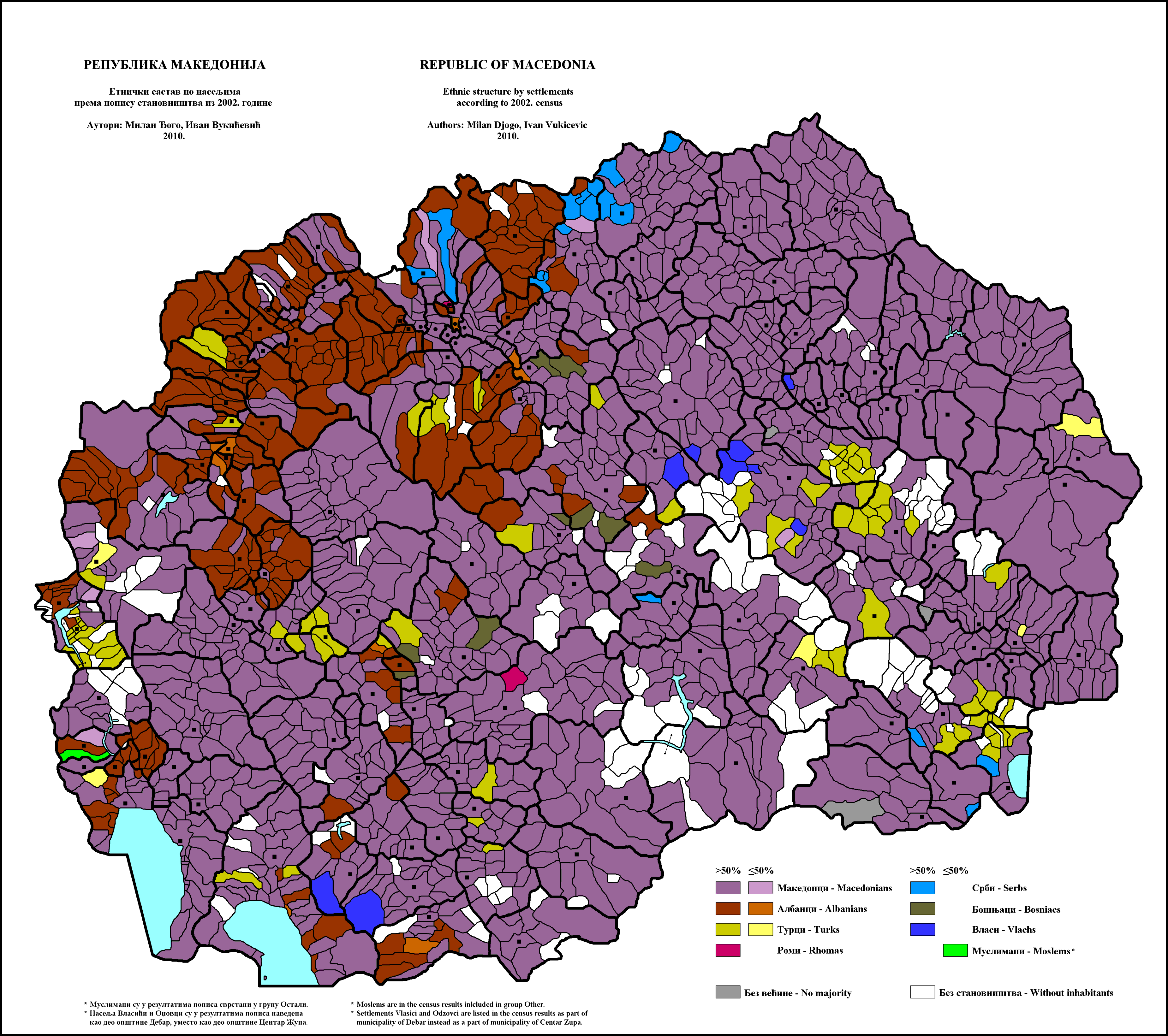
Verspreiding van Macedoniërs in Noord-Macedonië op gemeentelijk niveau (2002)
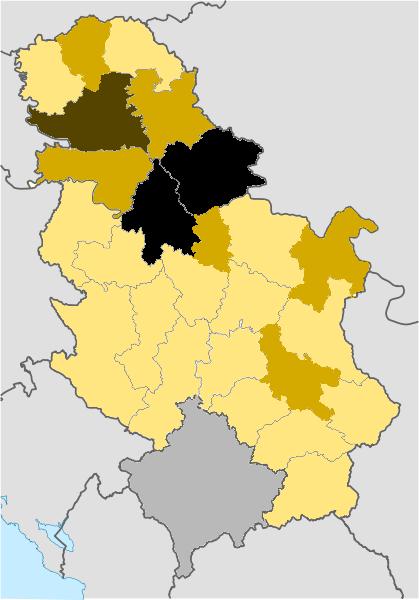
Verspreiding van Macedoniërs in Servië
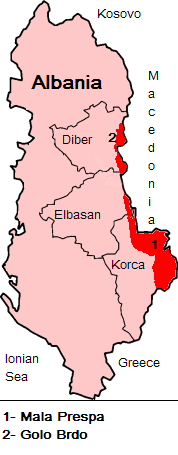
Regio's met Macedoniërs in Albanië
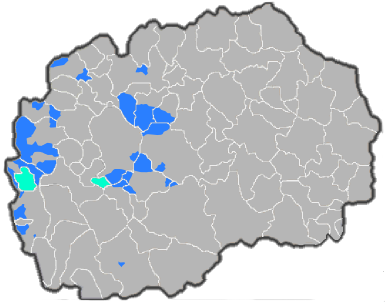
Verspreiding van de Torbesjen

## Bekende Macedoniërs
- Karolina Gočeva, zangeres
- Kaliopi, zangeres
- Goran Pandev, voetballer
- Toše Proeski, zanger

## Griekse Macedoniërs
Deze etnische groep moet niet verward worden met de Griekse Macedoniërs, die hoofdzakelijk in de Griekse historische regio Macedonië wonen.